# Aldobrandiniové
Aldobrandiniové (italsky (famiglia) Aldobrandini) byl italský šlechtický rod původem z Florencie. Pocházel z něj jeden papež, Klement VIII., a několik kardinálů. Tím se Aldobrandiniové zařadili mezi papežskou šlechtu a evropskou vysokou šlechtu. Rod v mužské linii vymřel, jedna z větví rodu Borghesů však stále používá titul knížat Aldobrandiniů.

## Význační členové rodu
- Baccio Aldobrandini (1613–1665), římskokatolický kardinál
- Bonifazio Bevilacqua Aldobrandini (1571–1627), římskokatolický kardinál
- Cinzio Passeri Aldobrandini (16. století), římskokatolický kardinál
- Giovanni Aldobrandini (1525–1573), římskokatolický kardinál
- Ippolito Aldobrandini (1536–1605), papež Klement VIII.
- Ippolito Aldobrandini mladší (1596–1638), římskokatolický kardinál
- Markéta Aldobrandiniová (1588–1646), parmská vévodkyně
- Olimpia Aldobrandiniová (1623–1681)
- Peter Igneus (Pietro Aldobrandini) OSBVall. († 1087), kardinál-biskup z Albana
- Pietro Aldobrandini (1571–1621), římskokatolický kardinál
- Silvestro Aldobrandini (1587–1612), římskokatolický kardinál

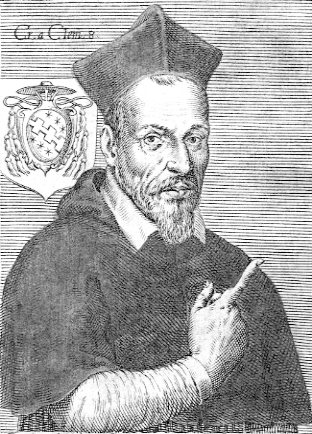
Cinzio Passeri Aldobrandini (po 1550–1610), kardinál
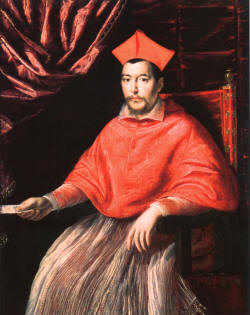
Pietro Aldobrandini (1571–1621), kardinál
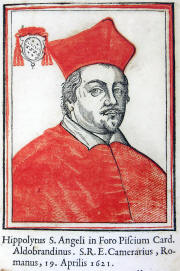
Ippolito Aldobrandini mladší (1596–1638), kardinál
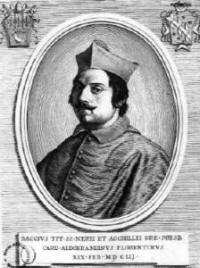
Baccio Aldobrandini (1613–1665), kardinál
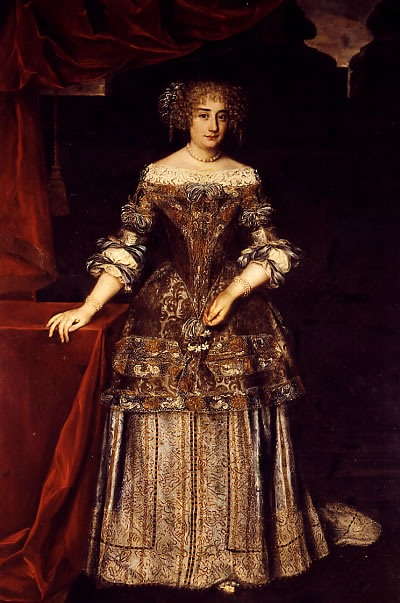
Olimpia Aldobrandini (1623–1681)